# یوآکاری آراکا
یوآکاری آراکا (نام علمی: Cacajao ayresi) نام یک گونه از سرده یوآکاری است.